# Ammophila confusa
Ammophila confusa es una especie de avispa del género Ammophila, familia Sphecidae.

## Taxonomía
Fue descrito por primera vez en 1864 por A. Costa. 